# تقييم المخاطر الميكروبيولوجية الكمية

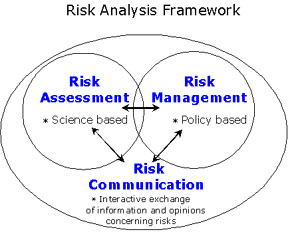
تقييم المخاطر المرتبط بالأنشطة الأخرى لتحليل المخاطر1

إن تقييم المخاطر الميكروبيولوجية الكمية  (QMRA) هي عملية تقدير مخاطر التعرض للكائنات الدقيقة عن طريق دمج معلومات الاستجابة للجرعة للعامل المُعدي مع المعلومات الخاصة بتوزيع عمليات التعرض.